# Omicron Velorum
Omicron Velorum (Xestus, 56 Velorum) é uma estrela na direção da constelação de Vela. Possui uma ascensão reta de 08h 40m 17.61s e uma declinação de −52° 55′ 19.1″. Sua magnitude aparente é igual a 3.60. Considerando sua distância de 495 anos-luz em relação à Terra, sua magnitude absoluta é igual a −2.31. Pertence à classe espectral B3IV.